# لدلنسر
ال ای دی لنزر (انگلیسی: Ledlenser) شرکت تولید کننده چراغ قوه در آلمانی است، که در سال ۱۹۹۳ توسط Harald و Rainer Opolka با سرمایه اولیه حدود 1000 دلار تأسیس شد.
از سال 2011 با شرکت لدرمن (Leatherman Tool) در ایالات متحده آمریکا برای هرچه قوی تر شدن همکاری می کنند.